# Id Software
- マイクロソフト > ゼニマックス・メディア > イド・ソフトウェア
- Xbox > Xbox Game Studios > Id Software

id Software LLC（イド・ソフトウェア）は、テキサス州リチャードソンに拠点を置くアメリカのコンピュータゲーム開発会社。同社は1991年2月1日にコンピュータ会社「Softdisk」の4人のメンバー（プログラマーのジョン・カーマックとジョン・ロメロ、ゲームデザイナーのトム・ホール、アーティストのエイドリアン・カーマック）によって設立された。代表作に『Commander Keen』『Doom』『Quake』がある。
2007年6月11日（米国時間）Appleの主催するMacintosh向けソフトウェア開発者のカンファレンスWWDC2007（Worldwide Developers Conference 2007）にて、新世代ゲームエンジンid TECH5を発表した。
毎年のように「QuakeCon」で新規プロジェクトを発表しており、2007年には3つの大型プロジェクトに加え、steamにてWolfenstein 3D、DOOM、Quake（1～3）など旧作に絞ったラインナップで販売を開始する。
2009年6月24日にゼニマックス・メディアが同社を買収、買収金額は未公開。
2011年に発売された『Rage』では、2008年時点ではエレクトロニック・アーツから発売されるとしていたが、2009年のゼニマックス・メディアによる買収を受けベセスダ・ソフトワークス発売に変更された。また、それ以前のすべてのゲームもベセスダ・ソフトワークス販売に変更された。

## 関連会社
販売元
- アクティビジョン
- エレクトロニック・アーツ
- ベセスダ・ソフトワークス

開発会社
- ゼニマックス・メディア
- Raven Software
- Nerve Software
- Splash Damage